# William Bouwens van der Boijen
William Oscar Wilford Bouwens van der Boijen, né à La Haye (Pays-Bas) le 13 septembre 1834 et mort à Jouy-en-Josas (Yvelines) le 13 septembre 1907, est un architecte néerlandais, naturalisé français par décret du 4 octobre 1868.

## Biographie
William Bouwens van der Boijen est le fils d'Anthonÿ Bouwens van der Boijen et de Mary Ann Bulkley (remariée à Léon Vaudoyer en 1860).
Élève de Léon Vaudoyer et de Henri Labrouste à l'École des beaux-arts de 1852 à 1857, il est nommé inspecteur des travaux du 16e arrondissement de Paris en 1860, puis des travaux du Conservatoire national des arts et métiers en 1867.
Naturalisé français en 1868, il est nommé officier du Nichan Iftikhar en 1865, chevalier de la Légion d'honneur en 1878 et de l'ordre de Charles III d'Espagne.
Marié à Flora Hélène Schott (1838- 1913), ils auront quatre enfants :
- Richard Bouwens van der Boijen (1863-1939), architecte, marié à Marthe Lazard.
- Hélène Bouwens van der Boijen (1865-1895), artiste peintre, épouse de Raymond Koechlin.
- Max Léon Otto Bouwens van der Boijen (1872-1922), compositeur et éditeur de musique.

## Distinctions
- Officière de l'ordre du Nichan Iftikhar
- Chevalier de l'ordre de Charles III
- Chevalier de la Légion d'honneur (1878)

## Principales réalisations

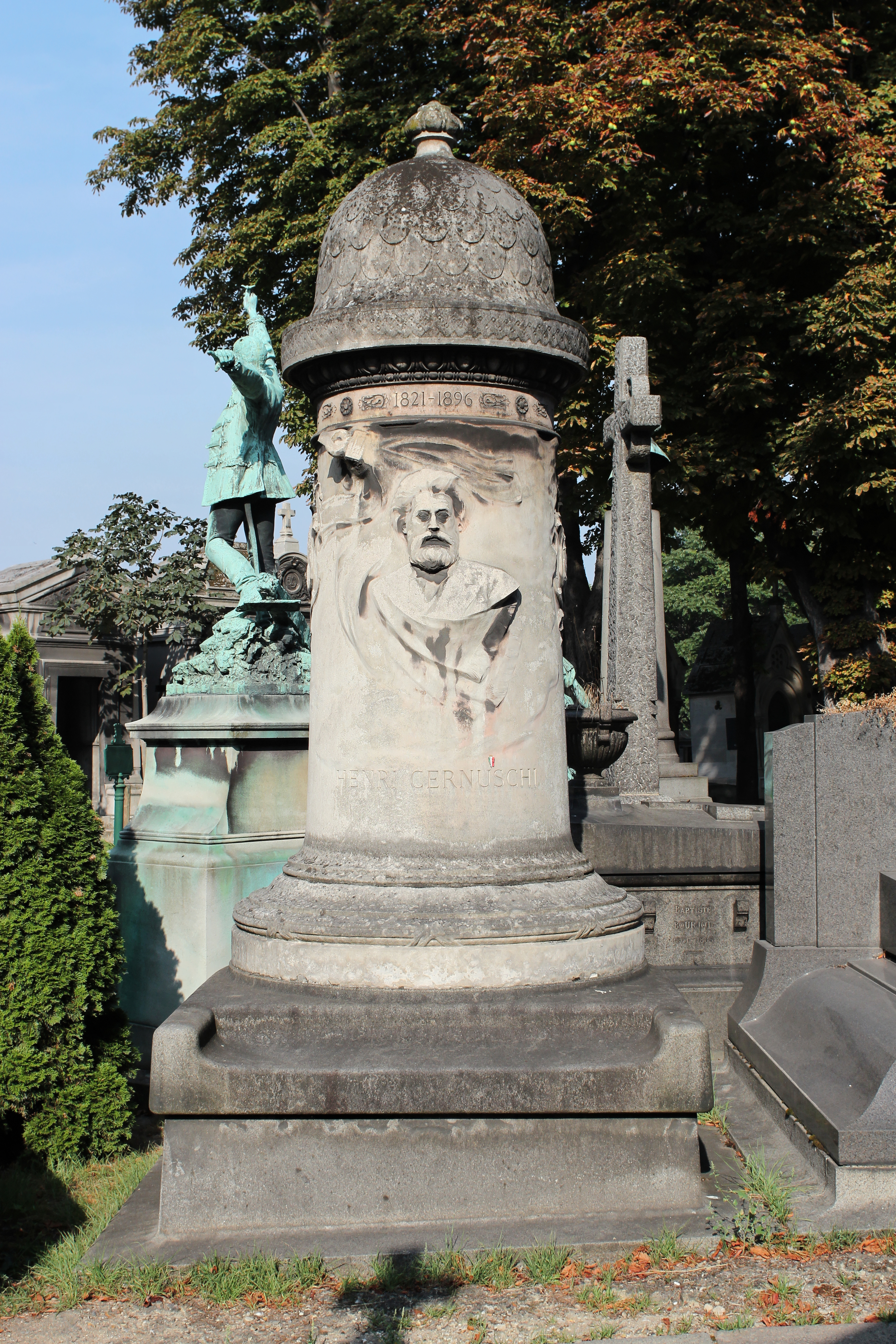
Tombe d'Henri Cernuschi au cimetière du Père-Lachaise.

- l'hôtel particulier d'Erlanger, 20 rue Taitbout (1864-1865)
- l'hôtel particulier d'Isaac Pereire, 45 rue de Monceau (1865-1866)
- l'hôtel particulier de la Gandara, 16 rue Murillo (1867-1868)
- l'hôtel particulier de Kann, 33 rue de Monceau (1867-1868)
- l'hôtel particulier de Goldschmidt, 19 rue Rembrandt, angle du 10 rue Murillo (1872-1874)
- l'hôtel particulier de Bischoffsheim, 14 avenue des Champs-Élysées (1872-1874)
- l'hôtel particulier de Haas, 4 avenue Vélasquez (1873-1875)
- l'hôtel particulier d'Henri Cernuschi au parc Monceau (avenue Vélasquez) construit dans un style néoclassique (1873-1874)
- l'hôtel particulier de Stern, à Francfort-sur-le-Main (1873-1875)
- la Villa Madeleine, ancienne villa Stéphanie, villa-castel construite à Houlgate en 1874 pour le banquier Jean-Jacques Kann.
- l'hôtel particulier de Bamberger, rond-point des Champs-Élysées (1875-1878)
- le siège central du Crédit lyonnais,19 boulevard des Italiens à Paris, construit entre 1876 et 1913.
- la tombe d'Henri Cernuschi au cimetière du Père-Lachaise (1896)
- la tombe d'Edmond About au cimetière du Père-Lachaise

## Galerie

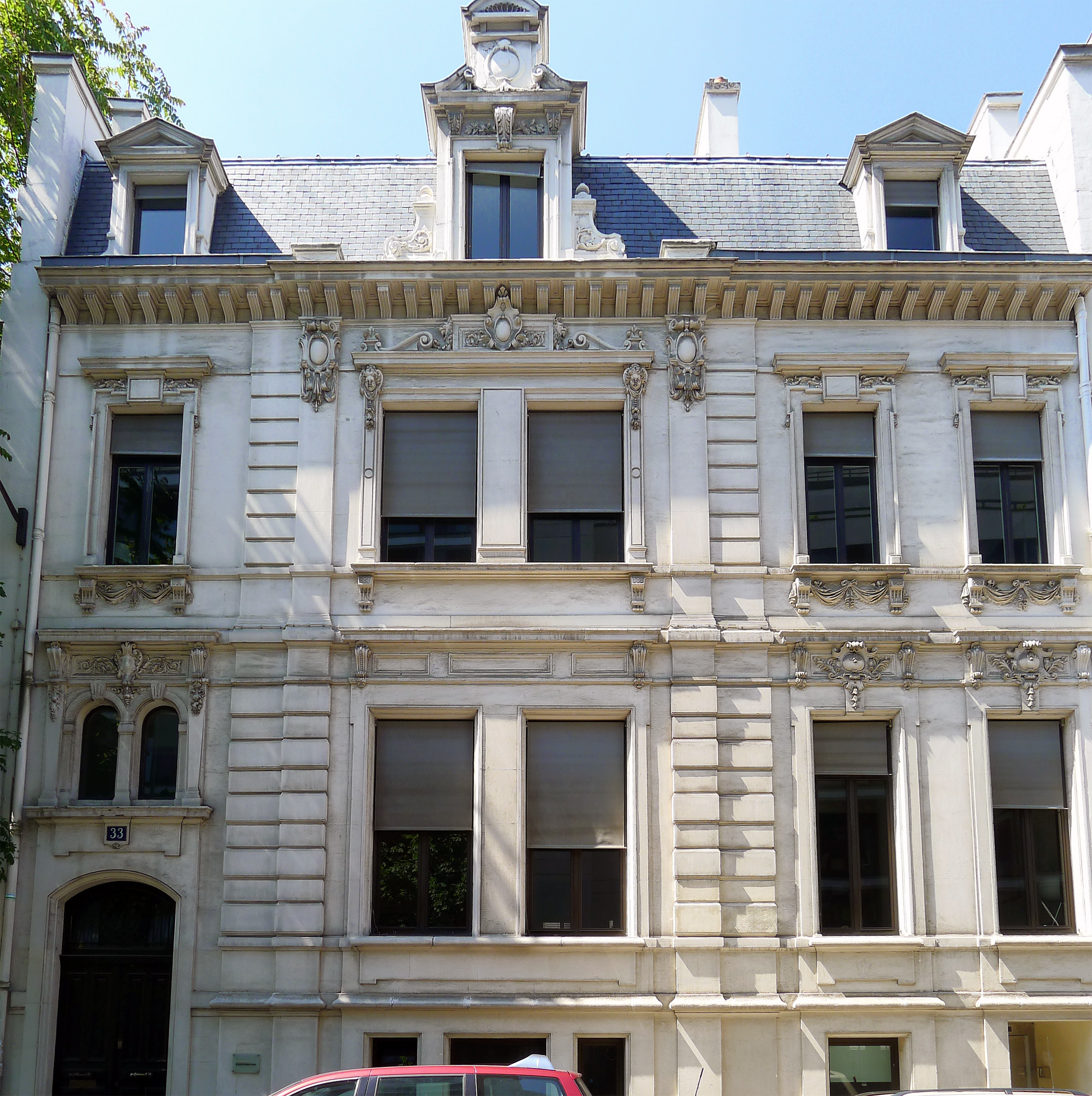
33, rue de Monceau, Paris.
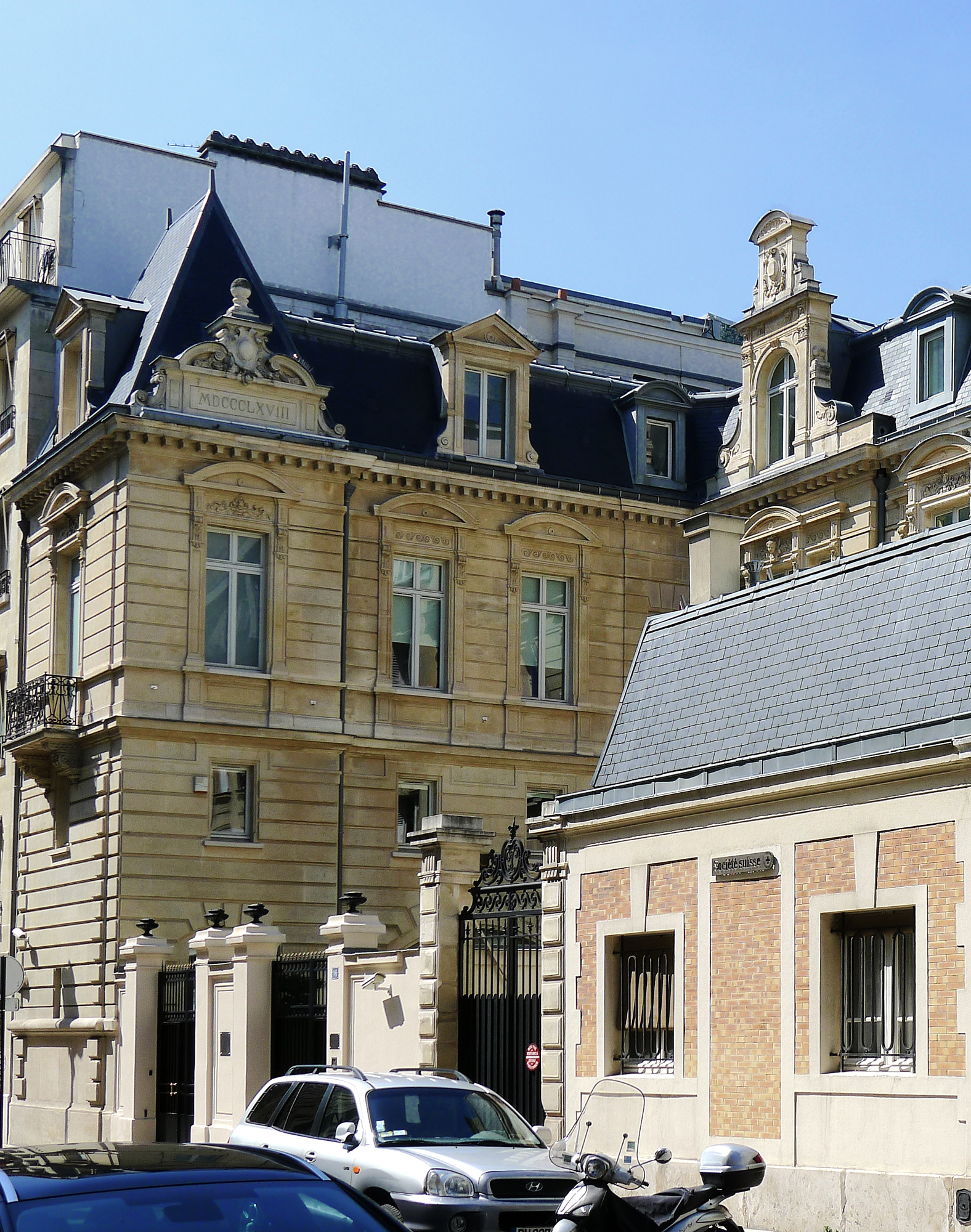
16, rue Murillo, Paris.
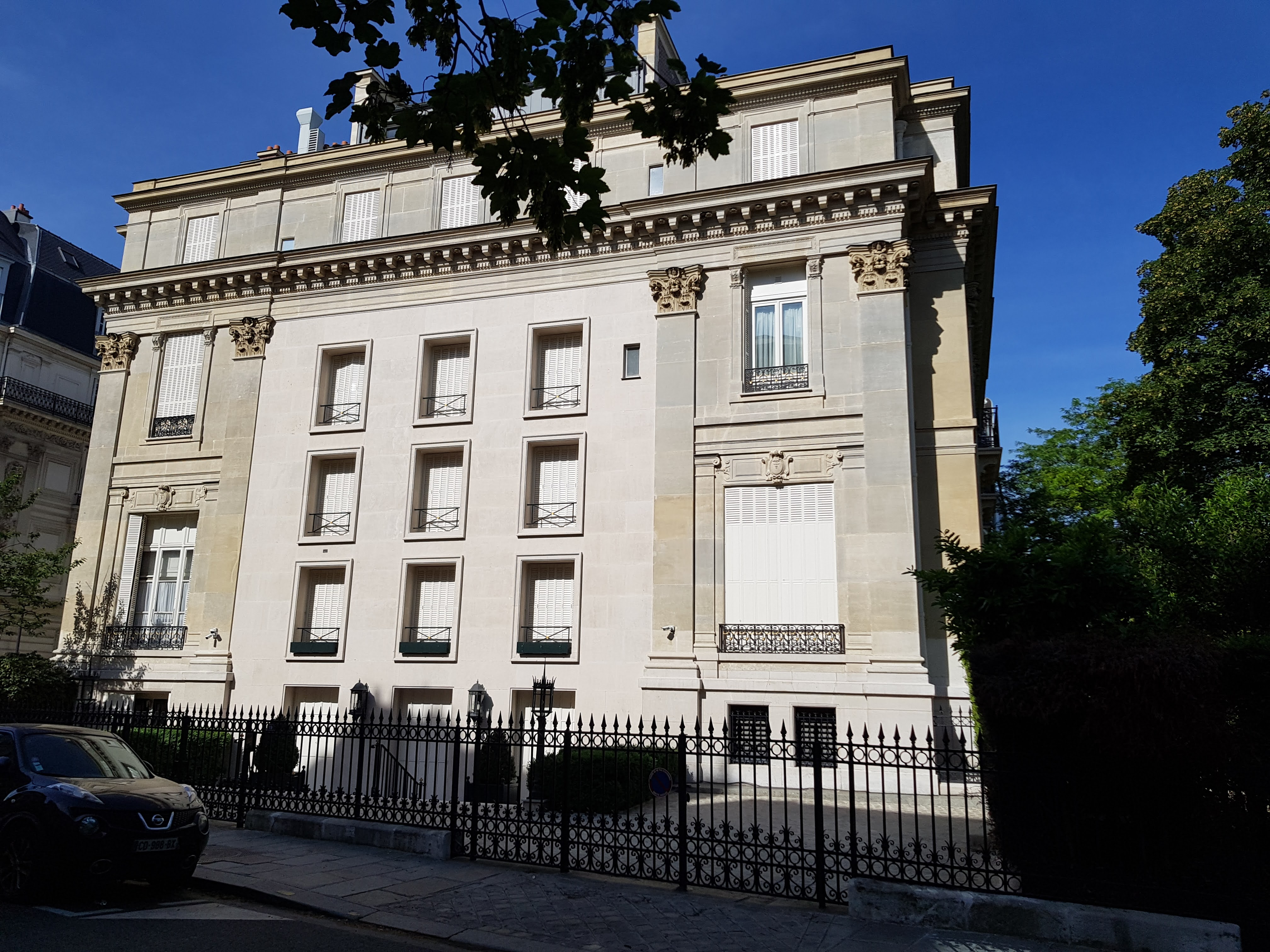
19, rue Rembrandt, Paris.